# Senefeldera verticillata
Senefeldera verticillata là một loài thực vật có hoa trong họ Đại kích. Loài này được (Vell.) Croizat miêu tả khoa học đầu tiên năm 1943.

## Hình ảnh

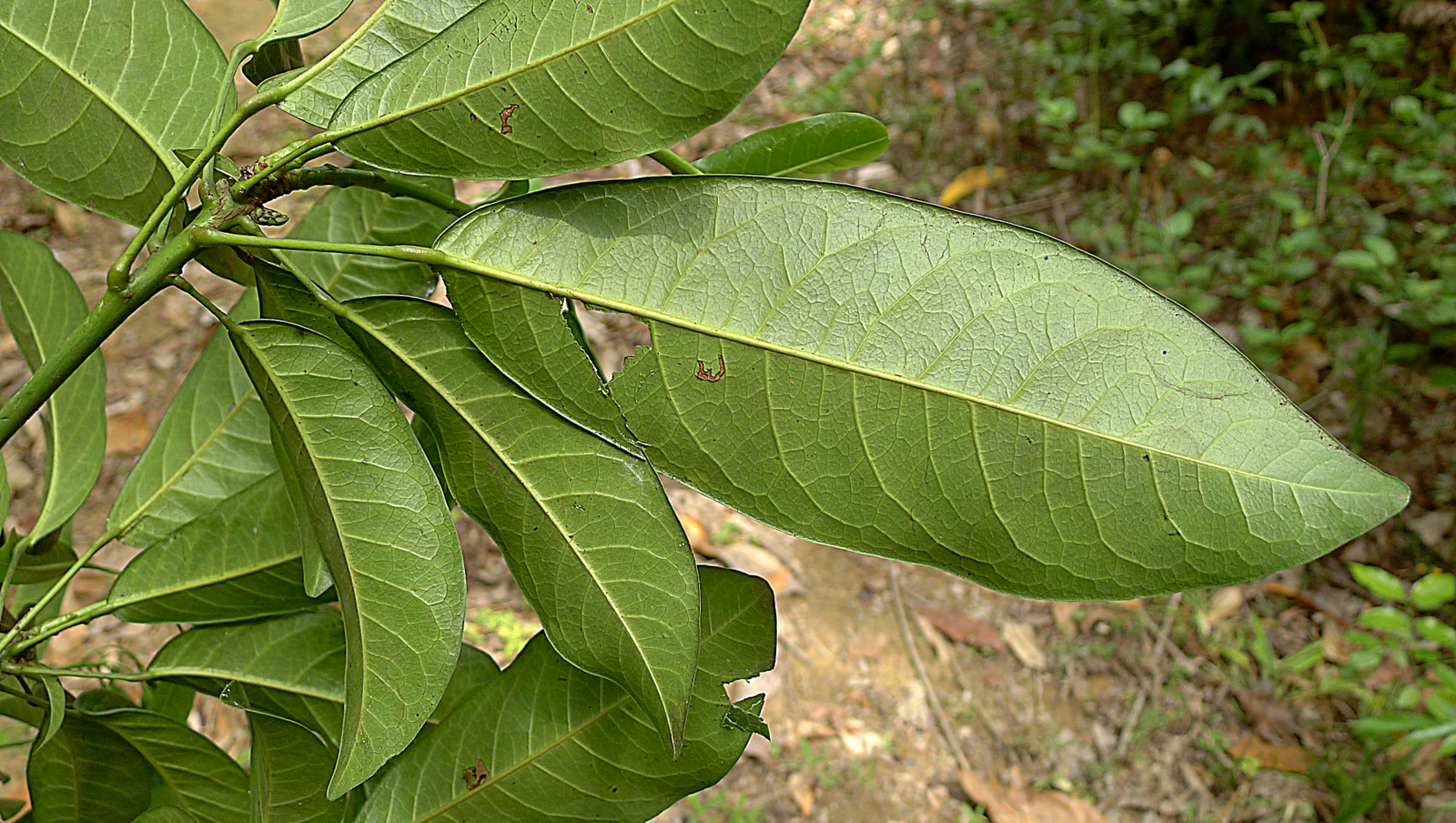
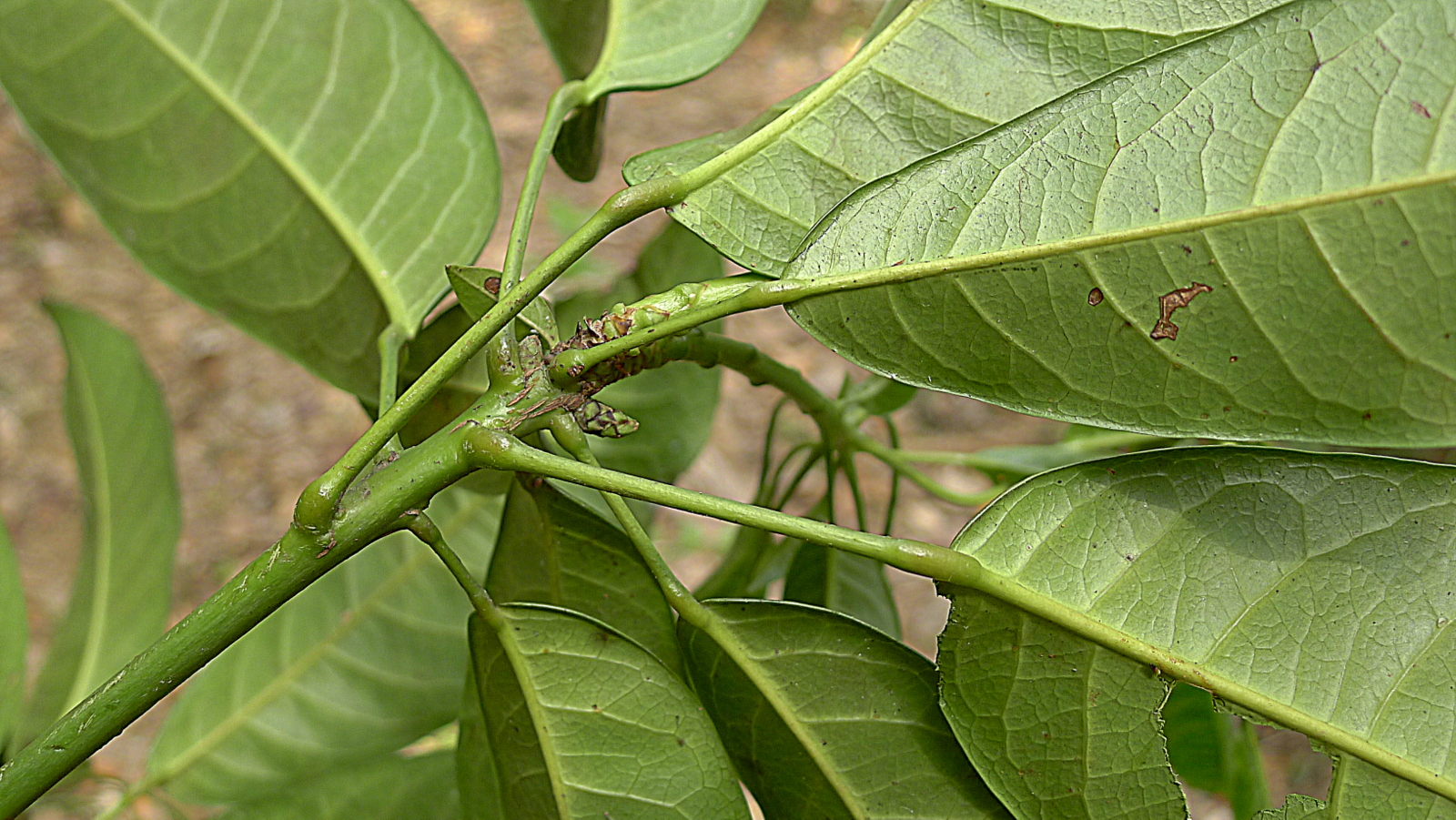
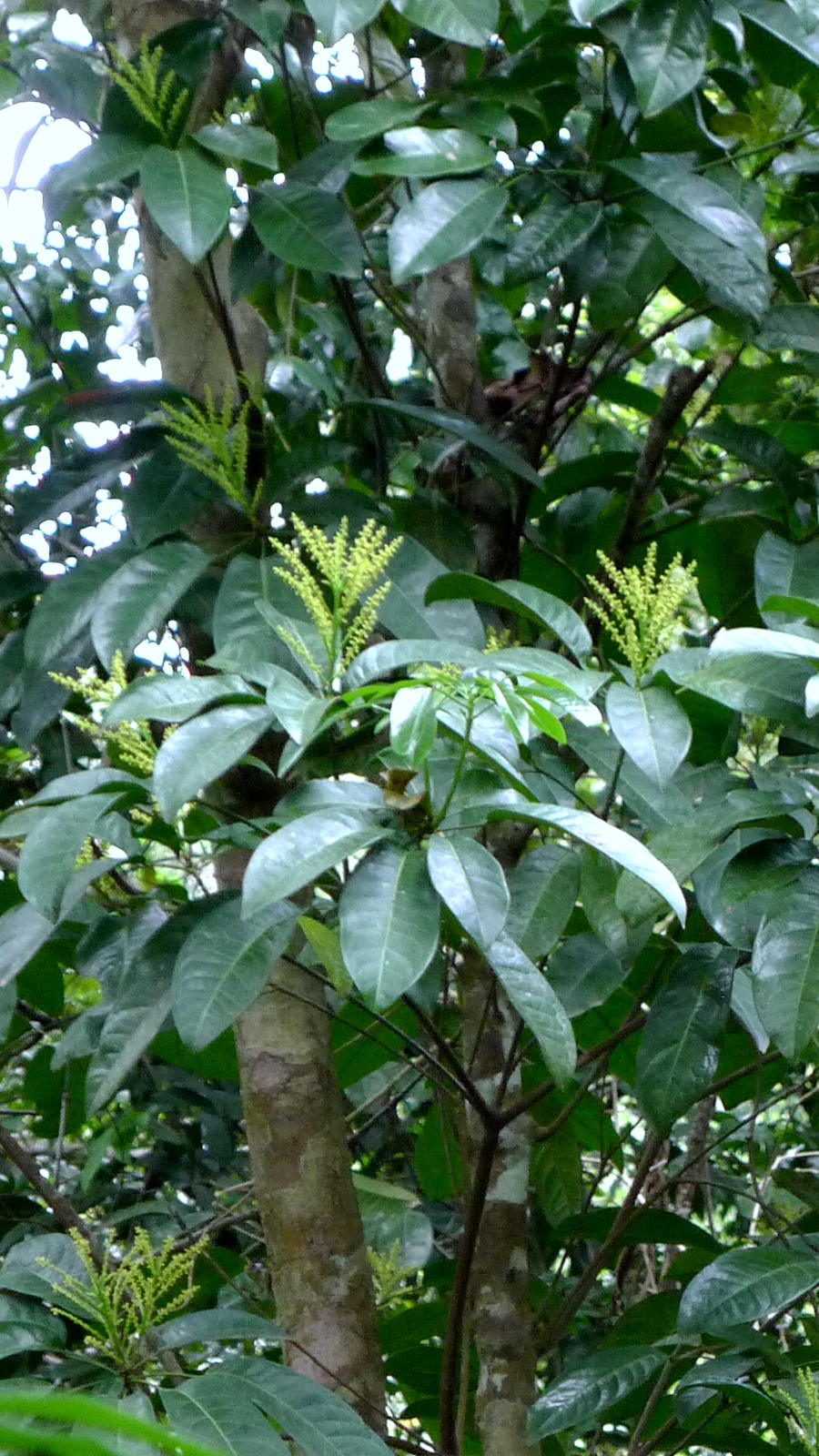
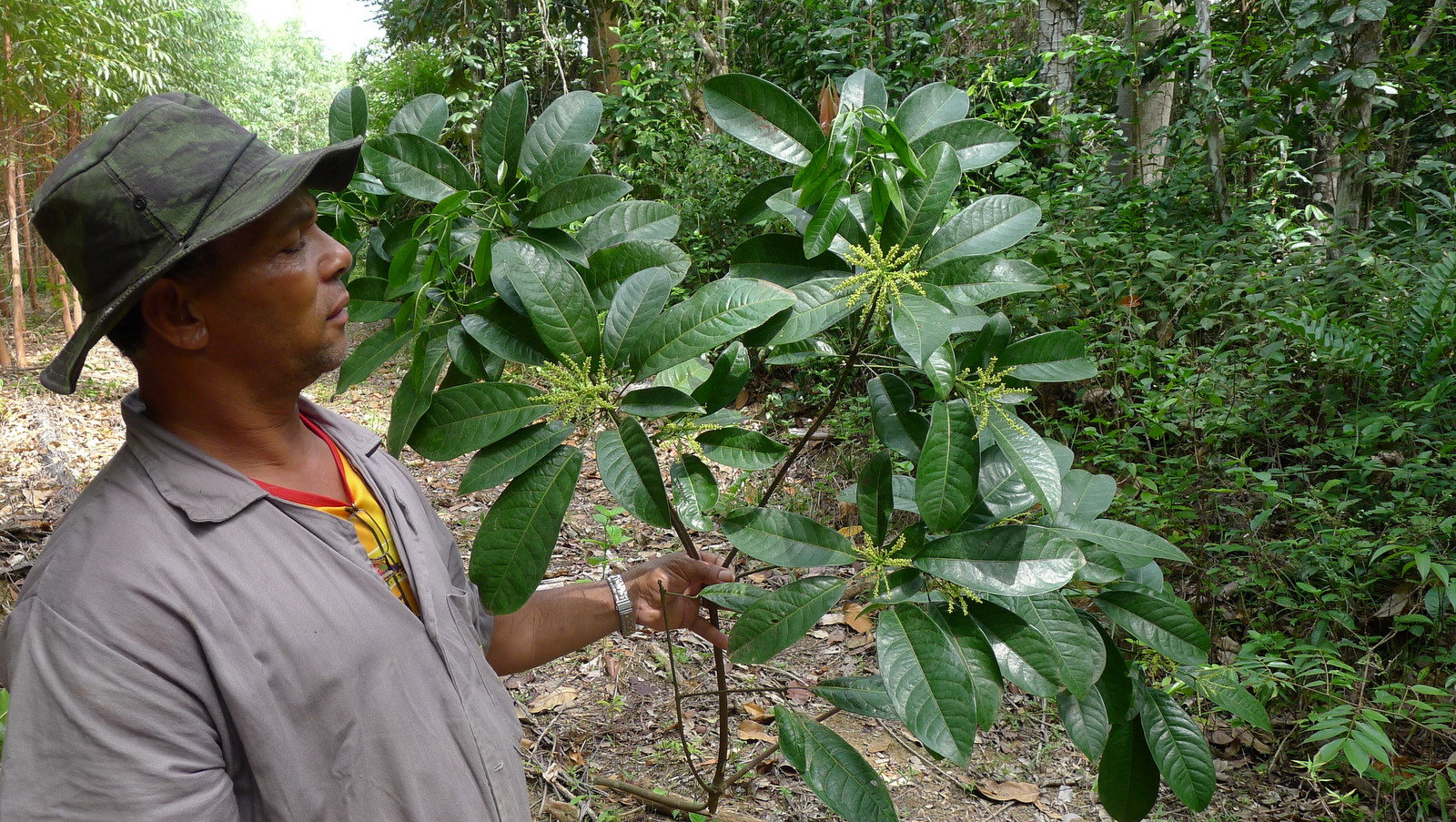